# Eugeniusz Wiśniewski
Eugeniusz Wiśniewski (ur. 1929) – polski funkcjonariusz wywiadu i dyplomata, ambasador w Australii (1978–1983) i Kenii (1983–1988).

## Życiorys
Przebywał na placówkach w Kairze, Kinszasie (w tym jako chargé d’affaires od 1 sierpnia 1966 do 4 lipca 1967), Pekinie w stopniu radcy (w tym jako chargé d’affaires od września 1969 do 1970). W 1973 został pierwszym polskim ambasadorem w Australii. Przy tej okazji zaczął się uczyć angielskiego (wcześniej znał francuski). Akredytowany był także w Nowej Zelandii. Funkcję pełnił do 1978. Następnie dyrektor Departamentu V Ministerstwa Spraw Zagranicznych (ok. 1980–1981). W latach 1983–1988 ambasador w Kenii.
Członek Polskiej Zjednoczonej Partii Robotniczej. W latach 1968–1970 członek egzekutywy Komitetu Zakładowego PZPR w MSZ.
Był pracownikiem II linii, tj. głęboko zakonspirowanym, działającym na stałe poza centralą Departamentu I Ministerstwa Spraw Wewnętrznych (wywiadu). Używał pseudonimu „Marecki”. Podczas pracy w Pekinie w stopniu porucznika.
Żonaty.